# ميلتون خيمينيز (لاعب كرة قدم)
ميلتون خيمينيز (بالإسبانية: Milton Giménez)‏ هو لاعب كرة قدم أرجنتيني في مركز الهجوم، ولد في 12 أغسطس 1996 في مدينة غراند بورغ في الأرجنتين. لعب مع أتلتيكو أتلانتا.

## وصلات خارجية
- ميلتون خيمينيز (لاعب كرة قدم) على موقع قاعدة بيانات كرة القدم.إي يو (الإنجليزية)
- ميلتون خيمينيز (لاعب كرة قدم) على موقع Soccerway.com (الإنجليزية)